# 安艺矢口站
安藝矢口站（日语：／ Akiyaguchi eki */?）是一個位於廣島縣廣島市安佐北區口田一丁目、屬於西日本旅客鐵道（JR西日本）藝備線的鐵路車站。

## 車站結構
島式月台1面2線，可進行列車交會的地面車站。廣島站管理，業務委託站，綠窗口設置站。

### 月台配置
| 月台 | 路線   | 方向 | 目的地           |
| ---- | ------ | ---- | ---------------- |
| 1    | 藝備線 | 上行 | 志和口、三次方向 |
| 2    | 藝備線 | 下行 | 廣島方向         |

## 相鄰車站
西日本旅客鐵道
 藝備線
■快速「三次Liner」、■普通
玖村－安藝矢口－戶坂